# Момково
Момково (болг. Момково) — село в Болгарии. Находится в Хасковской области, входит в общину Свиленград. Население составляет 669 человек.

## Политическая ситуация
В местном кметстве Момково, в состав которого входит Момково, должность кмета (старосты) исполняет Иван Николов Караиванов (коалиция партий: Союз демократических сил (СДС), «Новые лидеры» (НЛ)) по результатам выборов правления кметства.
Кмет (мэр) общины Свиленград — Георги Стоянов Манолов (инициативный комитет) по результатам выборов в правление общины.